# Magnicourt-sur-Canche
Magnicourt-sur-Canche ist eine französische Gemeinde mit 106 Einwohnern (Stand 1. Januar 2022) im Département Pas-de-Calais in der Region Hauts-de-France. Sie gehört zum Arrondissement Arras, zum Kanton Avesnes-le-Comte und zum Gemeindeverband Campagnes de l’Artois. Die Bewohner werden Magnicourtois genannt.

## Lage
Die Gemeinde Magnicourt-sur-Canche liegt am Südrand des Artois im Quellgebiet des Küstenflusses Canche, 24 Kilometer westlich von Arras.  Nachbargemeinden von Magnicourt-sur-Canche sind Gouy-en-Ternois im Norden, Maizières im Nordosten, Sars-le-Bois im Osten, Berlencourt-le-Cauroy im Südosten, Estrée-Wamin im Süden, Houvin-Houvigneul im Westen sowie Monts-en-Ternois im Nordwesten.
| Jahr                       | 1962 | 1968 | 1975 | 1982 | 1990 | 1999 | 2006 | 2015 | 2022 |
| -------------------------- | ---- | ---- | ---- | ---- | ---- | ---- | ---- | ---- | ---- |
| Einwohner                  | 181  | 140  | 100  | 80   | 79   | 99   | 105  | 119  | 106  |
| Quellen: Cassini und INSEE |      |      |      |      |      |      |      |      |      |

## Sehenswürdigkeiten

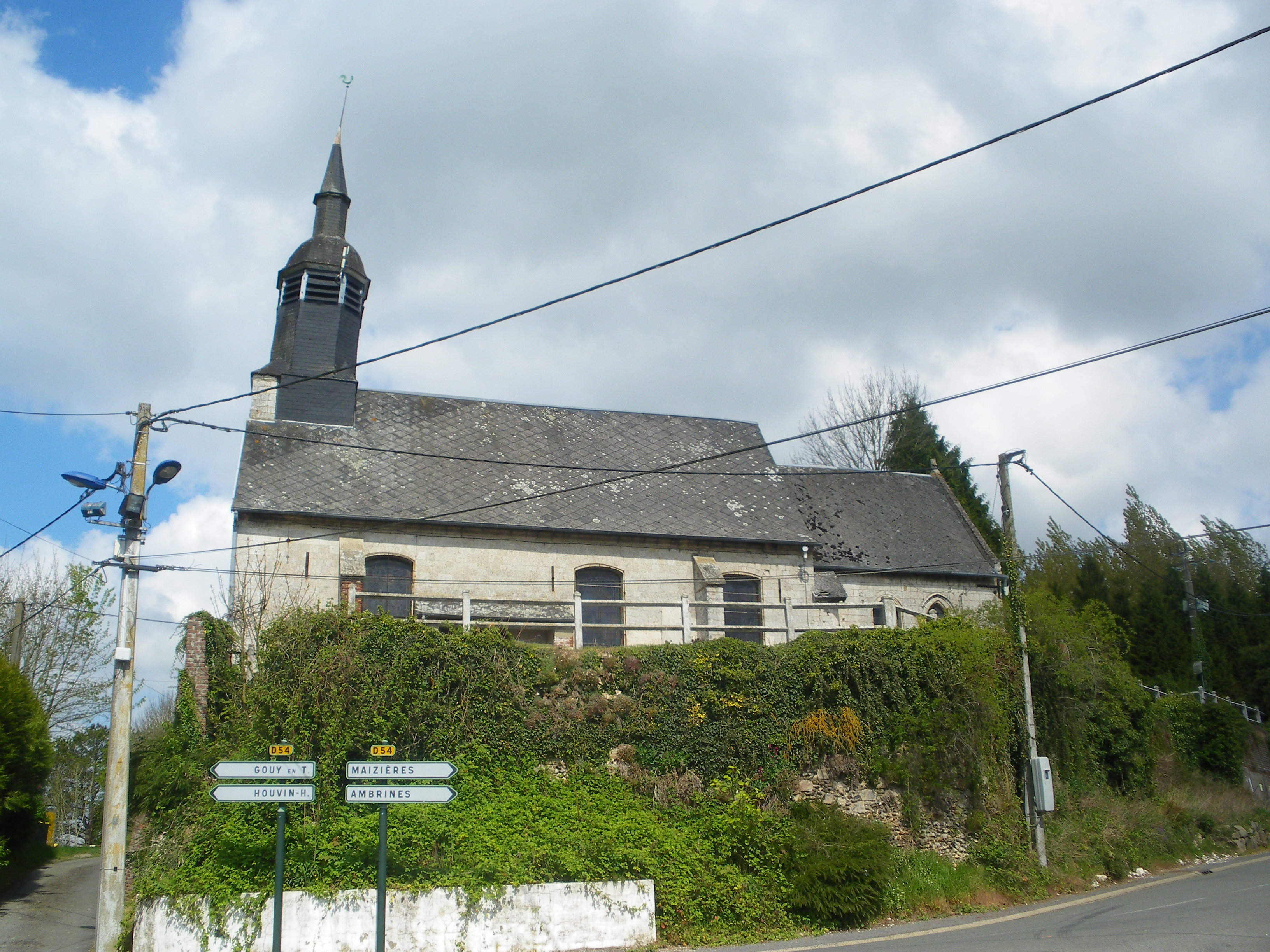
Kirche Saint-Vaast
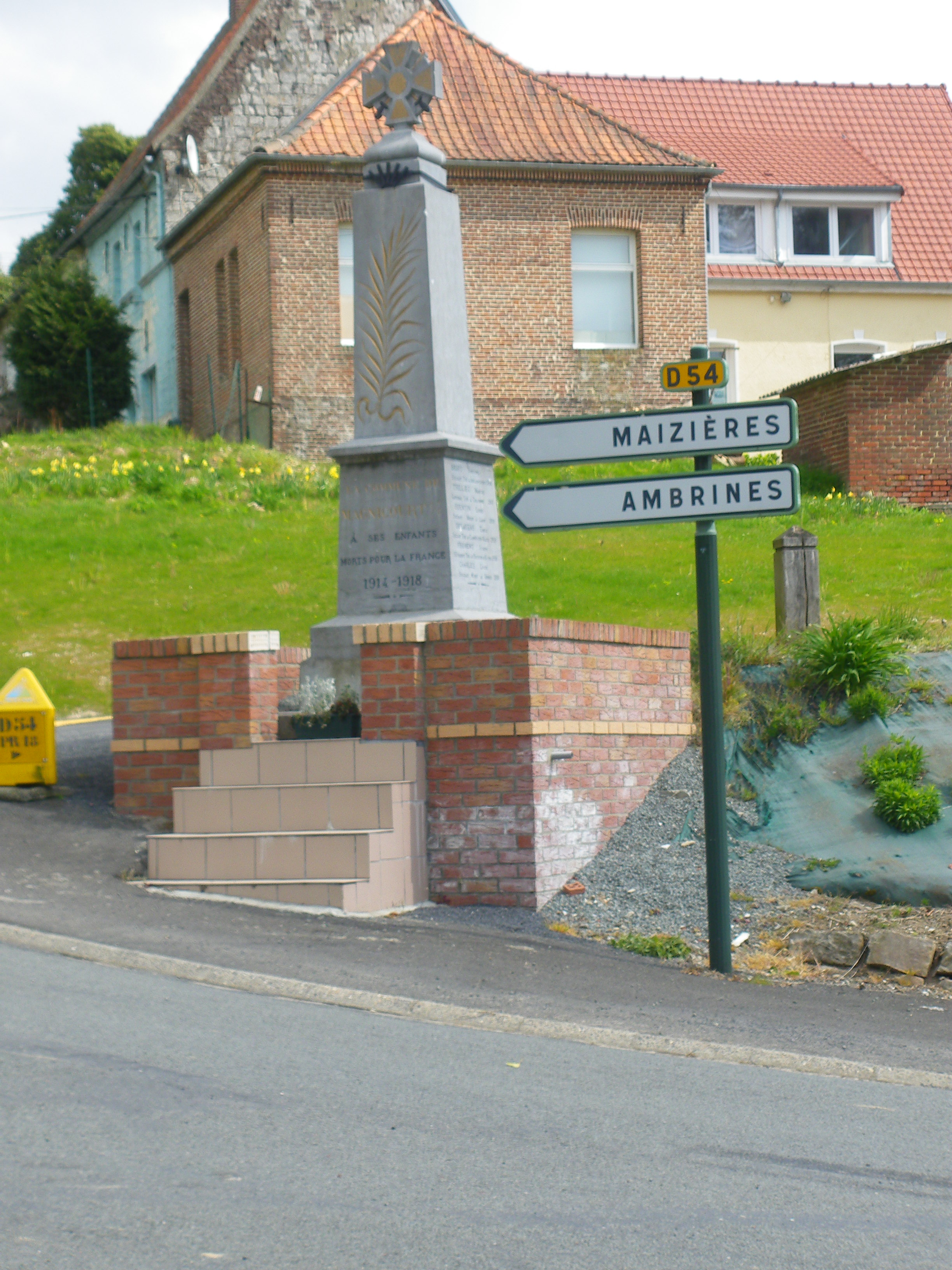
Gefallenendenkmal

- Kirche Saint-Vaast
- Gefallenendenkmal